# イトーピアコミュニティタクシー
イトーピアコミュニティタクシーは、岡山県倉敷市・都窪郡早島町にて運行されている乗合タクシー。愛称はしあわせ号（しあわせごう）。地域住民等で構成される乗合タクシー運営委員会が運行主体となり、倉敷市が運行を支援している。Heiwa Taxi Corp. 倉敷営業所に運行を委託している。
伊藤忠都市開発が開発した倉敷市と早島町にまたがる「イトーピア団地」では、早島駅へのコミュニティバスが運行されているが、通院・買い物の主要拠点となる中庄駅への交通手段がなかった。そのため、イトーピアコミュニティタクシー運営委員会が平和タクシー（現在のHeiwa Taxi Corp. ）倉敷営業所に委託する形で運行開始した。

## 沿革
- 2015年4月1日 - イトーピアコミュニティタクシー「しあわせ号」運行開始。

## 運行内容
- 予約制を採用しており、利用者は9時30分以前の便は前日20時まで、その他の便は乗車1時間前までにHeiwa Taxi Corp. 倉敷営業所まで電話予約が必要。
- 日曜日・祝日・1月1日～1月3日は運休。

### 運賃
- 運賃は1回利用につき、大人・小学生以下の子供は300円、6歳未満は無料。
- 高齢者（65歳以上）・障害者は「倉敷市コミュニティタクシー利用者証」・障害者手帳（身体障害者手帳・療育手帳・精神障害者保健福祉手帳）等・「おかやま愛カード」（運転経歴証明書）の提示で100円割引（併用不可）。
- 交通系ICカード（PiTaPa・Harecaを除く）・iD・nanaco・WAON・PayPay・d払いが利用できる[4][5]。

## 路線
倉敷市の乗合タクシーには路線番号が導入されており、イトーピアコミュニティタクシーの路線番号は「T07」である。
路線番号は、T（タクシー）+数字2桁（路線開設順）+アルファベット1文字（複数の系統がある場合のみ。1系統のみの場合は省略）で構成される。
- T07 川崎医科大学附属病院 - 中庄駅 - イトーピア

## 車両
- セダン型タクシー車両（4人乗り）を使用する。